# Río Patay Rondos
Der Río Patay Rondos ist ein etwa 34 km langer rechter Nebenfluss des Río Monzón in Zentral-Peru in den Provinzen Huamalíes und Leoncio Prado der Region Huánuco.

## Flusslauf
Der Río Patay Rondos entspringt im Osten der peruanischen Zentralkordillere auf einer Höhe von etwa 3520 m. Das Quellgebiet befindet sich im Südosten des Distrikts Monzón. Der Río Patay Rondos fließt in überwiegend ostnordöstlicher Richtung durch das Bergland. Bei den Siedlungen San Andrés und Nuevo Rondos, 6 km oberhalb der Mündung, nimmt der Río Patay Rondos einen größeren Nebenfluss von Süden auf. Bei Flusskilometer 5 kreuzt die Nationalstraße 14A (Huacaybamba–Tingo María) den Fluss. Dieser erreicht eine Beckenlandschaft, die er auf seinen letzten 3 km in Richtung Nordnordost durchquert. Der Río Patay Rondos mündet schließlich auf einer Höhe von etwa 670 m, 7,5 km westnordwestlich der Provinzhauptstadt Tingo María, in den nach Osten strömenden Río Monzón.

## Einzugsgebiet
Das Einzugsgebiet des Río Patay Rondos erstreckt sich über die Distrikte Monzón und Mariano Dámaso Beraún. Es umfasst eine Fläche von etwa 368 km², wovon 154 km² in der Provinz Leoncio Prado liegen. Im Süden grenzt das Einzugsgebiet des Río Patay Rondos an das des Río Jarahuasi, im Westen und im Norden an das des oberstrom gelegenen Río Monzón. Das Gebiet ist in den höheren Lagen noch mit Bergregenwald bedeckt. In den unteren Lagen, insbesondere entlang den Flussläufen, gibt es zahlreiche gerodete Flächen.